# Wilhelm Deurer
Wilhelm Deurer (* 31. Oktober 1780 in Mannheim; † 20. Dezember 1858 in Heidelberg) war ein deutscher Jurist und Verwaltungsbeamter.

## Leben
Nach dem Studium trat Deurer 1805 als Rechtskandidat in den Staatsdienst ein. 1807 wurde er Amtsschreiber beim Bezirksamt Neckarschwarzach. Von 1810 bis 1819 war er erster und einziger Bezirksamtmann des kurzlebigen Bezirksamts Kandern; nach dessen Auflösung wurde er zunächst als Amtmann im Bezirk Neckarbischofsheim eingesetzt, bis er von 1822 bis 1836 als Oberamtmann beim Bezirksamt Lörrach wirkte. 1831 wurde er zum Geheimen Rat 3. Klasse ernannt und 1832 erhielt er das Ritterkreuz des Ordens vom Zähringer Löwen. 1836 wurde er Stadtdirektor von Heidelberg und Leiter des Bezirksamts Heidelberg, wo er bis zu seiner Pensionierung 1844 wirkte.